# Embrassez qui vous voudrez
Série
Voyez comme on danse
(2018)
Pour plus de détails, voir Fiche technique et Distribution.
Embrassez qui vous voudrez est un film français réalisé par Michel Blanc, sorti en 2002. Il est adapté du roman Vacances anglaises de Joseph Connolly.
En 2018, Michel Blanc réalise la comédie Voyez comme on danse qui constitue la suite, seize ans plus tard, de Embrassez qui vous voudrez. Le titre est un autre extrait issu de la comptine Nous n'irons plus au bois.

## Synopsis
En vacances au Touquet, de nombreux personnages se croisent : la bourgeoise Elizabeth (Charlotte Rampling) dont le couple qu'elle forme avec Bertrand (Jacques Dutronc) s'enlise, Véronique (Karin Viard) qui parvient à grand peine à cacher sa déchéance matérielle et qui vit avec Jérôme (Denis Podalydès), Lulu (Carole Bouquet) persécutée par un mari jaloux (Michel Blanc), Julie (Clotilde Courau), mère célibataire en mal d'amour, Émilie (Lou Doillon), une adolescente déboussolée. Des couples se séparent, d'autres se forment ou se reforment dans un ballet d'apparences, de mensonges et de faux-semblants dont l'humour n'est jamais absent et où l'optimisme reste présent.

## Fiche technique
- Titre : Embrassez qui vous voudrez
- Titre initial : Voyez comme on danse[réf. nécessaire]
- Titre anglais : Summer Things / See How They Run[3],[4]
- Réalisation : Michel Blanc
- Scénario : Michel Blanc et Joseph Connolly, d'après du roman Vacances anglaises de Joseph Connolly
- Production : Yves Marmion, Julie Baines et Enzo Porcelli
- Photographie : Sean Bobbitt
- Montage : Maryline Monthieux
- Musique originale : Mark Russell (en)
- Sociétés de production : Mercury Film Productions, Dan Films, Alia Film, France 2 Cinéma et Canal+
- Sociétés de distribution : UGC Fox Distribution (France)
- Pays d'origine :  France[1],  Royaume-Uni et  Italie[1]
- Langue originale : français, anglais
- Budget : 11 430 000 euros[5]
- Genre : comédie dramatique, film choral
- Durée : 103 minutes
- Format : couleur 35mm
- Son : Dolby Digital et DTS
- Date de sortie : 
  - France : 9 octobre 2002 (sortie nationale)[1]

## Distribution
- Charlotte Rampling : Elizabeth Lannier
- Jacques Dutronc : Bertrand Lannier
- Carole Bouquet : Lulu
- Michel Blanc : Jean-Pierre
- Karin Viard : Véronique
- Denis Podalydès : Jérôme
- Clotilde Courau : Julie
- Vincent Elbaz : Maxime
- Lou Doillon : Émilie
- Sami Bouajila : Kevin
- Gaspard Ulliel : Loïc
- Mélanie Laurent : Carole
- Matthieu Boujenah : Romain
- Mickaël Dolmen : Rena/Nanou
- Barbara Kelsch : Pauline
- Nicolas Briançon : Docteur Davy
- Jade Phan-Gia : Madame Davy
- Serge Brincat : Samuel
- Hélène Pecqueur : Clotilde
- Dominic Gould : Homme au parasol
- Benoit Solès : Barman hôtel
- Tugdual Rio : Maître d'hôtel restaurant
- Arnaud Le Bozec : Maître d'hôtel cocktail
- Jean-François Demay : Père Carole
- Valérie Clairet : Esthéticienne
- Solène de la Villesbret : Nina
- Delphine Serina : Femme Maxime
- Gérard Renault et Stéphane Bouby : Policiers
- Nathalie Grandhomme : Hôtesse aéroport
- Ed Stoppard : Rick
- Park Bench : Type boîte
- Stephen Croce : Passager américain avion
- Anna Murie et Zoé Murie : Bébés
- Alexandra Charles
- Sylvie Normandeau : Serveuse au bar
- Craig Snoyer : Videur
- Fabienne Saint-Pierre : cliente bar et soirée

## Production

### Choix des interprètes
- Charlotte Rampling est choisie par Michel Blanc à la suite de sa prestation dans le film Sous le sable de François Ozon où elle joue rôle de Marie Drillon[6].
- Michel Blanc pensait au départ confier le rôle du mari jaloux (Jean-Pierre) au comédien Daniel Auteuil, finalement il décida d'interpréter lui-même ce personnage[6].

### Tournage
Sauf indication contraire ou complémentaire, les informations mentionnées dans cette section proviennent du générique de fin de l'œuvre audiovisuelle présentée ici.

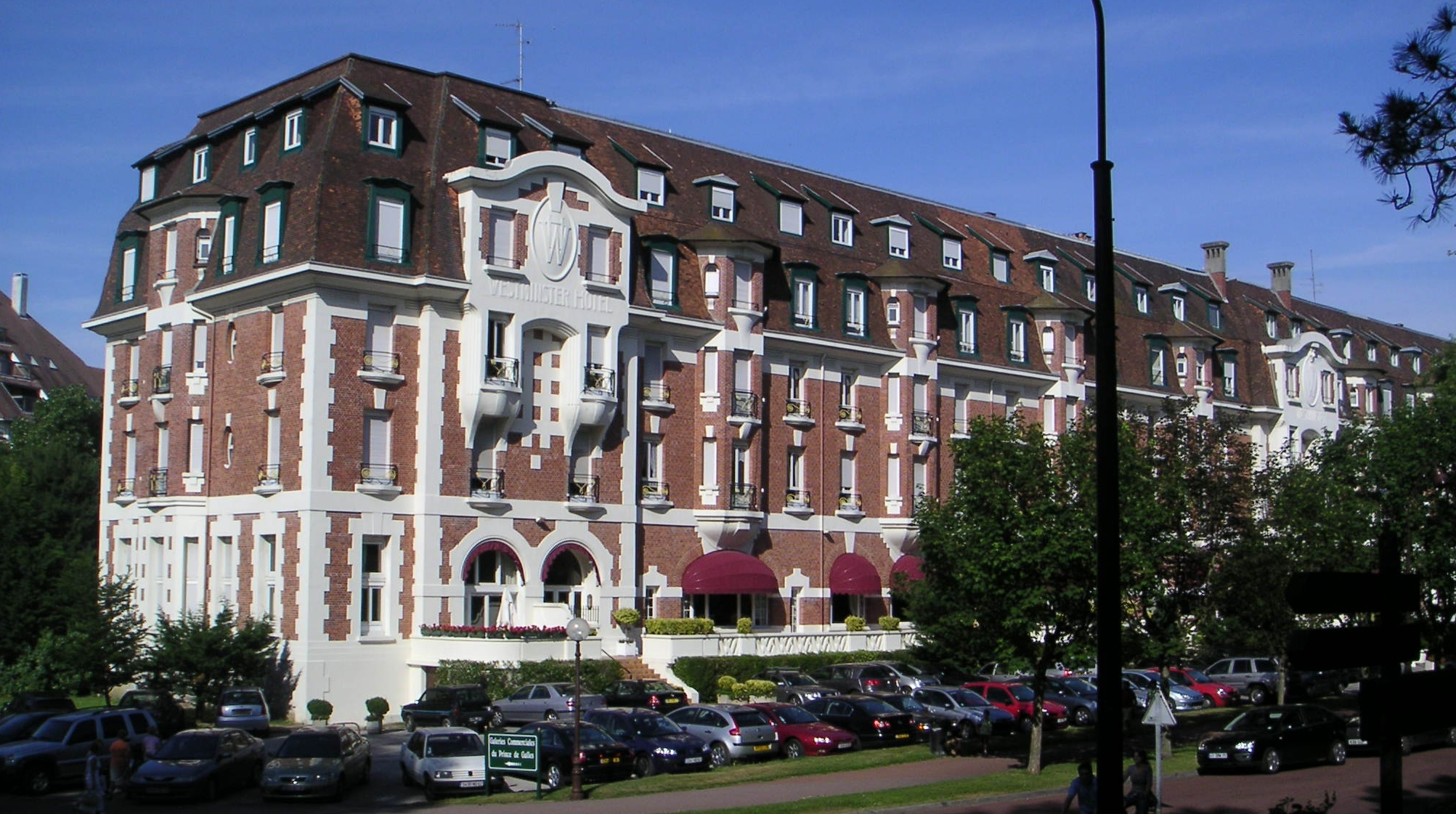
Le Westminster, palace construit en 1924.

Une grande partie du film se passe à la station balnéaire du Touquet, au palace Westminster, l'un des hôtels de luxe du Touquet ainsi qu'au camping du Touquet.
Les scènes d'intérieur ont été tournées aux studios SETS.

### Musique
Sauf indication contraire ou complémentaire, les informations mentionnées dans cette section proviennent du générique de fin de l'œuvre audiovisuelle présentée ici.
- Les Indes galantes - danse du Grand Calumet de la Paix - Jean-Philippe Rameau
- Suite n°5 - Gigue - Sainte-Colombe le fils
- Sì, che il barbaro tiranno - Il Sedecia, re di Gerusalemme - Alessandro Scarlatti
- When I am laid - Dido and Æneas - Henry Purcell
- La La - Lucy Pearl
- Don't mess with my man - Lucy Pearl
- Vivre la Vie - Kelly Joyce
- Syracuse - Henri Salvador et Bernard Dimey interprété par Vahan Mardirossian
- Historia de un amor - Kelly Joyce
- Vous qui passez sans me voir - Charles Trenet
- Nocturnes - Frédéric Chopin
- Nous n'irons plus au bois - Madame de Pompadour
- Trust - Eliane Zamati
- Vagabonde Aquatique - Ayélé Labitey
- Parfums - Ayélé Labitey

- La Bouche / Raggadub / Le Jeu / After Hour / Le Pub / Technozor - Krichou Monthieux & Christian Lechevretel

### Postérité
- Ce film a permis à deux jeunes comédiens qui tournaient chacun dans leur troisième long métrage au cinéma d'être véritablement reconnus par la profession : Mélanie Laurent et Gaspard Ulliel qui est nommé pour ce film catégorie meilleur espoir masculin aux Césars 2003[source insuffisante]

## Accueil

### Accueil critique
En France, le site Allociné recense une moyenne des critiques presse de 4,0/5, à partir de l'interprétation de 23 titres de presse.
Le site américain Rotten Tomatoes propose un score de 100% d'avis positifs avec une moyenne de 7,14/10 à partir de l'interprétation de 6 titres de presse.

### Box office
Lors de sa première semaine d'exploitation en France, le film retrouve le troisième place du box-office avec 480 951 entrées dans 408 salles. Le film cumule 1 336 579 entrées au box-office français, et $8,738,101 dollars de recettes dans le monde.
| Pays ou région | Box-office        | Date d'arrêt du box-office | Nombre de semaines |
| -------------- | ----------------- | -------------------------- | ------------------ |
| France         | 1 336 579 entrées | 13 novembre 2002           | 6                  |
| Total mondial  | 8 738 101 $       | -                          | -                  |

## Distinctions

### Récompenses
- César du meilleur second rôle féminin pour Karin Viard[11]
- Prix Lumières du meilleur espoir masculin 2003 pour Gaspard Ulliel[12]

### Nominations
- César du meilleur second rôle masculin pour Denis Podalydès[11]
- César du meilleur espoir masculin pour Gaspard Ulliel[11]
- César du meilleur scénario original ou adaptation pour Michel Blanc[11]